# Escala real
Se llama escala real la gran escalera de madera, en todo semejante a las comunes, que se arma al costado de estribor de un navío y llega desde la lumbre del agua hasta la borda en el portalón. Sirve para dar servicio a los oficiales y personas distinguidas.

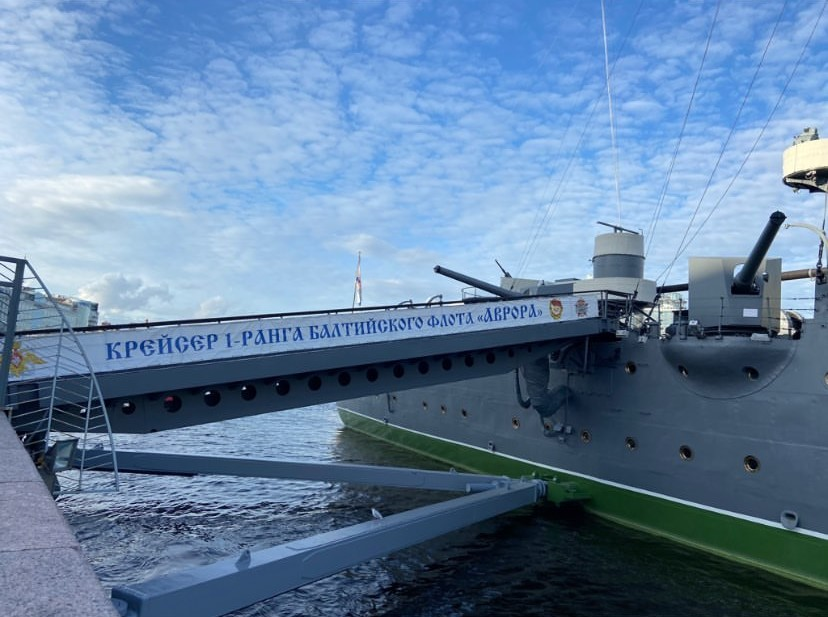
Pasarelas del crucero "Aurora"

Hay otra que se llama escala ordinaria y se coloca en el mismo costado y portalón en defecto o cuando no está armada la real. Si bien esta sigue el costado del buque en sentido de popa a proa o se une a él de canto con el declivio necesario para su comodidad, la ordinaria es una escala simple y amoldada a las curvidades del costado, que se cuelga del portalón. Antiguamente, debía haber dos escalas en cada costado o la preferente se hallaba más a popa que la del opuesto, pues según Veitia,

los oficios del sueldo, cuando iban á pasar muestra á bordo, gozaban de la preferencia de la escala de popa.